# Ngọa hổ tàng long
Ngọa hổ tàng long (tựa tiếng Trung: 臥虎藏龍; tựa tiếng Anh: Crouching Tiger, Hidden Dragon) là một bộ phim điện ảnh Đài Loan của đạo diễn Lý An thực hiện năm 2000, dựa theo nguyên tác tiểu thuyết võ hiệp cùng tên của nhà văn Vương Độ Lư. Năm 2001 bộ phim Ngọa hổ tàng long đã trở thành một hiện tượng trong làng điện ảnh thế giới với 4 giải Oscar (gồm Phim ngoại ngữ hay nhất; Quay phim xuất sắc nhất; Nhạc phim hay nhất và Chỉ đạo nghệ thuật xuất sắc nhất) trong số 10 đề cử (bao gồm Phim hay nhất). Ngọa hổ tàng long trở thành bộ phim tiếng Quan thoại có doanh thu cao nhất mọi thời đại tại thời điểm đó với 213,5 triệu USD. Giá trị điện ảnh của nó đã trở thành kinh điển và phim đã mở ra một hướng đi mới cho phong cách làm phim của Trung Quốc sau này.

## Nội dung
Câu chuyện xảy ra vào thời nhà Thanh bên Trung Quốc, đời vua Càn Long. Lý Mộ Bạch, một đại cao thủ phái Võ Đang khi đó rửa tay trao thanh kiếm Lục Mệnh lại cho Tề lão gia ở kinh thành Bắc Kinh. Sư phụ của Mộ Bạch là Giang Nam Hạc ngày xưa bị hạ sát bởi Bích Nhãn Hồ Ly.
Chuyện phim xoay quanh hai mối tình: Lý Mộ Bạch - Du Tú Liên và Ngọc Kiều Long - La Tiểu Hổ. Một cặp già, một cặp trẻ. Một cặp yêu nhau tha thiết nhưng không cách nào đến được với nhau do rào cản của lễ nghi, danh tiết trong xã hội phong kiến. Một cặp trẻ trung cuồng nhiệt như hai con thiêu thân lao vào nhau. Với thanh kiếm Lục Mệnh là trung tâm của mọi ân oán tình thù.
Vào thế kỷ 18 của nhà Thanh Trung Quốc, Lý Mộ Bạch là một đại cao thủ Võ Đang nổi tiếng và Du Tú Liên làm chủ một bảo tiêu cục. Mộ Bạch và Tú Liên có tình cảm với nhau, nhưng vì Tú Liên đã từng đính hôn với người bạn thân đã chết của Mộ Bạch nên hai người cảm thấy bị ràng buộc bởi lòng trung thành với người bạn thân kia và không thể hành động theo tình cảm của họ dành cho nhau. Mộ Bạch, sau khi rửa tay gác kiếm, nhờ Tú Liên trao thanh kiếm Lục Mệnh của anh cho ân nhân Tề lão gia ở kinh thành Bắc Kinh. Năm xưa sư phụ của Mộ Bạch đã bị giết bởi Bích Nhãn Hồ Ly, một người đàn bà tìm cách học những bí thuật của Võ Đang. Khi ở nhà Tề lão gia, Tú Liên làm quen với Ngọc Kiều Long, con gái của Thống đốc Ngọc giàu có và quyền lực và chuẩn bị kết hôn.
Đêm đó, một tên trộm bịt mặt lẻn vào nhà Tề lão gia và ăn trộm thanh kiếm Lục Mệnh. Người hầu của Tề lão gia là Ba và Tú Liên truy đuổi tên trộm đến nhà Thống đốc Ngọc, nơi Bích Nhãn Hồ Ly đóng giả quản gia của Kiều Long suốt nhiều năm qua. Ngay sau đó, Mộ Bạch đến Bắc Kinh và thảo luận với Tú Liên về vụ trộm. Ba làm quen với Sài, một vị quan thanh tra ở tỉnh khác, đi cùng người con gái Mai đến Bắc Kinh để truy bắt Hồ Ly. Tối hôm đó, Hồ Ly thách đấu Ba và hai cha con Sài. Trong cuộc giao chiến, cả ba người sắp bị Hồ Ly sát hại nhưng Mộ Bạch đến ngăn chặn Hồ Ly kịp thời. Trước khi Mộ Bạch có thể giết Hồ Ly, tên trộm bịt mặt xuất hiện lần nữa và giúp đỡ Hồ Ly. Hồ Ly giết chết Sài rồi bỏ chạy cùng tên trộm (người được tiết lộ là Kiều Long).
Một kẻ cướp sa mạc tên La Tiểu Hổ đột nhập vào phòng ngủ của Kiều Long và xin cô bỏ trốn cùng anh. Một đoạn hồi tưởng tiết lộ rằng năm xưa, khi Thống đốc Ngọc và gia đình ông đi đến vùng sa mạc phía Tây, Tiểu Hổ và băng cướp của anh đã phục kích đoàn lữ hành và Tiểu Hổ đã giật chiếc lược trên tay Kiều Long. Cô đuổi theo anh đến một hang động để đòi lại chiếc lược. Tuy nhiên, cặp đôi sớm yêu nhau say đắm. Cuối cùng Tiểu Hổ đã thuyết phục Kiều Long trở về với gia đình cô, trước đó anh kể cho cô nghe một truyền thuyết về một người đàn ông nhảy khỏi vách núi để biến điều ước của mình thành sự thật, bởi vì trái tim của người đàn ông trong sạch nên anh ta đã không chết. Tiểu Hổ đến Bắc Kinh để thuyết phục Kiều Long đừng chấp nhận cuộc hôn nhân sắp đặt của cha mẹ cô. Tuy nhiên, Kiều Long từ chối bỏ trốn cùng anh. Sau đó, Tiểu Hổ chặn đường đoàn người đám cưới của Kiều Long, cầu xin cô bỏ trốn cùng anh. Mộ Bạch và Tú Liên thuyết phục Tiểu Hổ đợi Kiều Long trên núi Võ Đang, nơi anh sẽ được an toàn khỏi gia đình của Kiều Long, những người đang giận dữ với anh. Kiều Long sau đó trốn khỏi nhà chồng trong đêm tân hôn. Cải trang trong trang phục nam giới, cô chạm trán một nhóm chiến binh côn đồ trong một quán ăn. Có thanh kiếm Lục Mệnh và kỹ năng chiến đấu siêu hạng, Kiều Long đã đánh bại nhóm chiến binh.
Kiều Long đến thăm Tú Liên, người nói với cô rằng Tiểu Hổ đang đợi cô trên núi Võ Đang. Sau một cuộc tranh cãi, hai người phụ nữ bắt đầu đấu tay đôi. Kiều Long sử dụng thanh kiếm Lục Mệnh phá hủy từng vũ khí mà Tú Liên sử dụng, nhưng Tú Liên cũng đã đánh bại Kiều Long bằng thanh kiếm gãy. Khi Tú Liên tỏ lòng thương xót, Kiều Long đã làm cánh tay Tú Liên bị thương. Mộ Bạch đến và đuổi theo Kiều Long vào khu rừng tre. Mộ Bạch đối mặt với Kiều Long và đề nghị cô làm đệ tử mình. Cô kiêu ngạo hứa sẽ nhận anh làm sư phụ nếu anh lấy được thanh kiếm Lục Mệnh từ tay cô trong ba bước. Mộ Bạch đã lấy được thanh kiếm chỉ bằng một động tác, nhưng Kiều Long không chấp nhận anh làm sư phụ. Mộ Bạch ném thanh kiếm xuống thác nước, Kiều Long nhảy xuống theo và được Hồ Ly cứu. Hồ Ly cho Kiều Long vào giấc ngủ say và đưa cô vào một hang động, Mộ Bạch và Tú Liên phát hiện ra cô ở đó. Hồ Ly bất ngờ xuất hiện trở lại và tấn công những người khác bằng phi tiêu tẩm độc. Mộ Bạch dùng thanh kiếm ngăn chặn những phi tiêu và trả thù cho sư phụ bằng cách làm Hồ Ly bị thương nặng, rồi phát hiện ra một phi tiêu đã đâm trúng cổ anh. Trước khi chết, Hồ Ly thú nhận rằng bà muốn giết Kiều Long vì cô đã giấu những kỹ năng Võ Đang để luyện tập một mình.
Khi Kiều Long rời đi để chuẩn bị thuốc giải độc thì Mộ Bạch đã sẵn sàng chết. Trước khi trút hơi thở cuối cùng, anh cũng thú nhận tình yêu của mình dành cho Tú Liên. Anh chết trong vòng tay cô khi Kiều Long trở lại, đã quá muộn để cứu anh. Thanh kiếm Lục Mệnh được trả lại cho Tề lão gia. Kiều Long sau đó đến núi Võ Đang và ngủ một đêm với Tiểu Hổ. Sáng hôm sau, Tiểu Hổ thấy Kiều Long đang đứng trên một cây cầu nhìn xuống dãy núi. Nhớ lại truyền thuyết năm xưa, Kiều Long yêu cầu Tiểu Hổ hãy ước một điều ước. Anh ước rằng cả hai sẽ được ở bên nhau khi trở về sa mạc và Kiều Long nhảy khỏi cây cầu.

## Phân vai
- Châu Nhuận Phát vai Lý Mộ Bạch
- Dương Tử Quỳnh vai Du Tú Liên
- Chương Tử Di vai Ngọc Kiều Long
- Trương Chấn vai La Tiểu Hổ
- Trịnh Phối Phối vai Bích Nhãn Hồ Ly
- Cao Tây An vai Ba
- Vương Đức Minh vai Sài
- Lý Lê vai Mai
- Lang Hùng vai Tề lão gia
- Lý Pháp Tằng vai Thống đốc Ngọc

## Sản xuất
Ngọa hổ tàng long đại diện cho Đài Loan tranh cử hạng mục Phim nước ngoài hay nhất tại Giải Oscar lần thứ 73. Thật ra đây là bộ phim hợp tác từ nhiều bên và các vùng lãnh thổ khác nhau. Cụ thể phim được sản xuất, làm hậu kỳ và phát hành bởi các hãng phim như: China Film Co-Production Corporation tại Đại lục Trung Quốc; Columbia Pictures Film Production Asia, Sony Pictures Classics và Good Machine tại khu vực Bắc Mỹ; Edko Films tại Hồng Kông và Taiwanese Zoom Hunt International Productions Company tại Đài Loan.
Đạo diễn Lý An muốn dành vai Ngọc Kiều Long cho Thư Kỳ - lúc đó là một diễn viên đang lên rất được chú ý. Tuy nhiên, quản lý của Thư Kỳ đã bỏ lỡ vai này và mang về cho cô một quảng cáo trà Nhật Bản. Với sự giới thiệu của đạo diễn Trương Nghệ Mưu, Chương Tử Di đã nhận được vai diễn đặc sắc này (cô lúc bấy giờ mới vào nghề, ở độ tuổi đôi mươi chỉ có gia tài là một phim điện ảnh, danh tiếng kém xa Thư Kỳ). Phim sau đó đạt được những thành công mà không ai ngờ đến. Phim còn giúp Chương Tử Di trở thành một ngôi sao quốc tế.
Ngọa hổ tàng long có dàn diễn viên đa quốc tịch với Châu Nhuận Phát, Trịnh Phối Phối (Hồng Kông), Dương Tử Quỳnh (Malaysia), Chương Tử Di (Trung Quốc), Trương Chấn (Đài Loan). Ban đầu Lý An muốn làm một bộ phim võ hiệp với phong cách nghệ thuật khác biệt với những bộ phim "chưởng" mang tính thương mại của điện ảnh Hồng Kông thời đó. Phim ra mắt không được sự đón nhận của khán giả Hoa ngữ vì tính mới mẻ của nó, nhưng lại thắng lớn ở thị trường Mỹ. Bộ phim không chỉ có doanh thu cao mà còn nhận được sự đánh giá cao của giới phê bình. Thành công của Ngọa hổ tàng long mở ra một thời kỳ mới cho dòng phim võ thuật Hoa ngữ, kéo theo một loạt những bộ phim võ hiệp được đầu tư lớn về kinh phí như: Anh hùng, Thập diện mai phục, Hoàng Kim Giáp (Trương Nghệ Mưu), Vô cực (Trần Khải Ca), Dạ yến (Phùng Tiểu Cương)...

## Giải thưởng và đề cử
Không chỉ được sự công nhận của giới phê bình tại các Liên hoan phim ở Toronto và New York, bộ phim còn thắng lớn khi nhận được đề cử của giải Oscar vào năm 2001. Tuy nhiên Ngọa hổ tàng long lại không có thành tựu nào tại Liên hoan phim Cannes năm 2000.
| Giải thưởng                                      | Hạng mục                          | Đối tượng đề cử                                     | Kết quả     |
| ------------------------------------------------ | --------------------------------- | --------------------------------------------------- | ----------- |
| Giải Oscar thứ 73                                | Phim Ngoại ngữ Hay Nhất           | Lý An                                               | Đoạt giải   |
| Giải Oscar thứ 73                                | Phim hay nhất                     | Hsu-Li Kong, William Kong, Ang Lee                  | Đề cử       |
| Giải Oscar thứ 73                                | Đạo diễn xuất sắc nhất            | Lý An                                               | Đề cử       |
| Giải Oscar thứ 73                                | Kịch bản chuyển thể xuất sắc nhất | Tsai Kuo-Jung, Hui-Ling Wang, James Schamus         | Đề cử       |
| Giải Oscar thứ 73                                | Ca khúc trong phim hay nhất       | Jorge Calandrelli, Tan Dun, James Schamus           | Đề cử       |
| Giải Oscar thứ 73                                | Thiết kế phục trang đẹp nhất      | Tim Yip                                             | Đề cử       |
| Giải Oscar thứ 73                                | Chỉ đạo nghệ thuật xuất sắc nhất  | Tim Yip                                             | Đoạt giải   |
| Giải Oscar thứ 73                                | Dựng phim xuất sắc nhất           | Tim Squyres                                         | Đề cử       |
| Giải Oscar thứ 73                                | Nhạc phim hay nhất                | Tan Dun                                             | Đoạt giải   |
| Giải Oscar thứ 73                                | Quay phim xuất sắc nhất           | Peter Pau                                           | Đoạt giải   |
| 2000 American Society of Cinematographers Awards | Best Cinematography               | Peter Pau                                           | Đề cử       |
| 54th British Academy Film Awards                 | Best Film                         |                                                     | Đề cử       |
| 54th British Academy Film Awards                 | Best Foreign Language Film        |                                                     | Đoạt giải   |
| 54th British Academy Film Awards                 | Best Actress in a Leading Role    | Michelle Yeoh                                       | Đề cử       |
| 54th British Academy Film Awards                 | Best Supporting Actress           | Zhang Ziyi                                          | Đề cử       |
| 54th British Academy Film Awards                 | Best Cinematography               | Peter Pau                                           | Đề cử       |
| 54th British Academy Film Awards                 | Best Makeup and Hair              |                                                     | Đề cử       |
| 54th British Academy Film Awards                 | Best Editing                      | Tim Squyres                                         | Đề cử       |
| 54th British Academy Film Awards                 | Best Costume Design               | Tim Yip                                             | Đoạt giải   |
| 54th British Academy Film Awards                 | Best Director                     | Ang Lee                                             | Đoạt giải   |
| 54th British Academy Film Awards                 | Best Music                        | Tan Dun                                             | Đoạt giải   |
| 54th British Academy Film Awards                 | Best Adapted Screenplay           | Tsai Kuo-Jung, Wang Hui-Ling, James Schamus         | Đề cử       |
| 54th British Academy Film Awards                 | Best Production Design            | Tim Yip                                             | Đề cử       |
| 54th British Academy Film Awards                 | Best Sound                        |                                                     | Đề cử       |
| 54th British Academy Film Awards                 | Best Visual Effects               |                                                     | Đề cử       |
| Broadcast Film Critics Association Awards 2000   | Best Foreign Film                 |                                                     | Đoạt giải   |
| Chicago Film Critics Association Awards 2000     | Most Promising Actress            | Zhang Ziyi                                          | Đoạt giải   |
| Chicago Film Critics Association Awards 2000     | Best Original Score               | Tan Dun                                             | Đoạt giải   |
| Chicago Film Critics Association Awards 2000     | Best Cinematography               | Peter Pau                                           | Đoạt giải   |
| Chicago Film Critics Association Awards 2000     | Best Foreign Film                 |                                                     | Đoạt giải   |
| 2000 Directors Guild of America Awards           | Best Director                     | Ang Lee                                             | Đoạt giải   |
| 2000 Film Fest Gent festival                     | Georges Delerue Award             | Tan Dun                                             | Đoạt giải   |
| 58th Golden Globe Awards                         | Best Foreign Language Film        |                                                     | Đoạt giải   |
| 58th Golden Globe Awards                         | Best Director                     | Ang Lee                                             | Đoạt giải   |
| 58th Golden Globe Awards                         | Best Original Score               | Tan Dun                                             | Đề cử       |
| 20th Hong Kong Film Awards                       | Best Film                         |                                                     | Đoạt giải   |
| 20th Hong Kong Film Awards                       | Best Director                     | Ang Lee                                             | Đoạt giải   |
| 20th Hong Kong Film Awards                       | Best Screenplay                   | Wang Hui-Ling, James Schamus, Tsai Kuo-Jung         | Đề cử       |
| 20th Hong Kong Film Awards                       | Best Actor                        | Chow Yun-fat                                        | Đề cử       |
| 20th Hong Kong Film Awards                       | Best Actress                      | Zhang Ziyi                                          | Đề cử       |
| 20th Hong Kong Film Awards                       | Best Actress                      | Michelle Yeoh                                       | Đề cử       |
| 20th Hong Kong Film Awards                       | Best Supporting Actor             | Chang Chen                                          | Đề cử       |
| 20th Hong Kong Film Awards                       | Best Supporting Actress           | Cheng Pei-pei                                       | Đoạt giải   |
| 20th Hong Kong Film Awards                       | Best Cinematography               | Peter Pau                                           | Đoạt giải   |
| 20th Hong Kong Film Awards                       | Best Film Editing                 | Tim Squyres                                         | Đề cử       |
| 20th Hong Kong Film Awards                       | Best Art Direction                | Tim Yip                                             | Đề cử       |
| 20th Hong Kong Film Awards                       | Best Costume Make Up Design       | Tim Yip                                             | Đề cử       |
| 20th Hong Kong Film Awards                       | Best Action Choreography          | Viên Hòa Bình                                       | Đoạt giải   |
| 20th Hong Kong Film Awards                       | Best Original Film Score          | Tan Dun                                             | Đoạt giải   |
| 20th Hong Kong Film Awards                       | Best Original Film Song           | Tan Dun, Jorge Calandrelli, Yee Kar-Yeung, Coco Lee | Đoạt giải   |
| 20th Hong Kong Film Awards                       | Best Sound Design                 | Eugene Gearty                                       | Đoạt giải   |
| Independent Spirit Awards 2000                   | Best Picture                      |                                                     | Đoạt giải   |
| Independent Spirit Awards 2000                   | Best Director                     | Ang Lee                                             | Đoạt giải   |
| Independent Spirit Awards 2000                   | Best Supporting Actress           | Zhang Ziyi                                          | Đoạt giải   |
| Los Angeles Film Critics Association Awards 2000 | Best Picture                      |                                                     | Đoạt giải   |
| Los Angeles Film Critics Association Awards 2000 | Best Cinematography               | Peter Pau                                           | Đoạt giải   |
| Los Angeles Film Critics Association Awards 2000 | Best Music Score                  | Tan Dun                                             | Đoạt giải   |
| Los Angeles Film Critics Association Awards 2000 | Best Production Design            | Tim Yip                                             | Đoạt giải   |
| National Board of Review Awards 2000             | Best Foreign Language Film        |                                                     | Đoạt giải   |
| National Board of Review Awards 2000             | Top Foreign Films                 |                                                     | Shortlisted |
| 2000 New York Film Critics Circle Awards         | Best Cinematography               | Peter Pau                                           | Đoạt giải   |
| Toronto Film Critics Association Awards 2000     | Best Picture                      |                                                     | Đoạt giải   |
| Toronto Film Critics Association Awards 2000     | Best Director                     | Ang Lee                                             | Đoạt giải   |
| Toronto Film Critics Association Awards 2000     | Best Actress                      | Michelle Yeoh                                       | Đoạt giải   |
| Toronto Film Critics Association Awards 2000     | Best Supporting Actress           | Zhang Ziyi                                          | Đoạt giải   |
| 2000 Toronto International Film Festival         | People's Choice Award             | Ang Lee                                             | Đoạt giải   |
| Writers Guild of America Awards 2000             | Best Adapted Screenplay           | Tsai Kuo-Jung, Wang Hui-Ling, James Schamus         | Đề cử       |
| 37th Golden Horse Awards – 2000                  | Best Feature Film                 |                                                     | Đoạt giải   |
| 37th Golden Horse Awards – 2000                  | Best Director                     | Ang Lee                                             | Đề cử       |
| 37th Golden Horse Awards – 2000                  | Best Leading Actress              | Michelle Yeoh                                       | Đề cử       |
| 37th Golden Horse Awards – 2000                  | Best Leading Actress              | Zhang Ziyi                                          | Đề cử       |
| 37th Golden Horse Awards – 2000                  | Best Screenplay Adaption          | Tsai Kuo-Jung, Wang Hui-Ling, James Schamus         | Đề cử       |
| 37th Golden Horse Awards – 2000                  | Best Cinematography               | Peter Pau                                           | Đề cử       |
| 37th Golden Horse Awards – 2000                  | Best Film Editing                 | Tim Squyres                                         | Đoạt giải   |
| 37th Golden Horse Awards – 2000                  | Best Art Direction                | Tim Yip                                             | Đề cử       |
| 37th Golden Horse Awards – 2000                  | Best Original Score               | Tan Dun                                             | Đoạt giải   |
| 37th Golden Horse Awards – 2000                  | Best Sound Design                 | Eugene Gearty                                       | Đoạt giải   |
| 37th Golden Horse Awards – 2000                  | Best Action Choreography          | Viên Hòa Bình                                       | Đoạt giải   |
| 37th Golden Horse Awards – 2000                  | Best Visual Effects               | Leo Lo, Rob Hodgson                                 | Đoạt giải   |